# Ahmed Marcouch
Ahmed Marcouch, né le 2 mai 1969 à Beni Boughafer (Maroc), est un homme politique néerlando-marocain. Membre du Parti travailliste (PvdA), il est représentant à la Seconde Chambre des États généraux du 17 juin 2010 au 23 mars 2017 et bourgmestre d'Arnhem depuis le 1er septembre 2017.

## Biographie

### Jeunesse
Ahmed Marcouch naît à Beni Boughafer, dans le nord du Maroc. Son père émigre au début des années 1970 pour travailler en tant qu'ouvrier à Amsterdam. Sa mère décède lorsqu'il est âgé de trois ans. La famille Marcouch compte neuf enfants. Son père se remarie et donne naissance à cinq autres enfants. En 1976, la famille entière, installée au Maroc, émigre à quinze aux Pays-Bas, pour s'installer dans l'Oosterparkbuurt à Amsterdam. 

### Carrière privée
Ahmed Marcouch, alors analphabète, apprend la langue néerlandaise pendant deux ans à la Vierde Montessorischool à Amsterdam-Oost. Il finit diplômé dans l'Individueel Technisch Onderwijs et à la Middelbare technische school. Il commence sa vie active en tant qu'aide-soignant à la Leo Polakhuis à Amsterdam. En 1993, il s'engage en tant que brigadier au sein de la police amstellodamoise, fonction qu'il occupera dix ans avant de devenir fonctionnaire pour la municipalité à Amsterdam-Oost. Il gagne en notoriété grâce à son poste de porte-parole et membre du conseil de l'Union des mosquées marocaines d'Amsterdam (UMMAO), qu'il occupe de 2004 à 2006.

### Engagement politique
Ahmed Marcouch devient président de l'arrondissement d'Amsterdam-Slotervaart en 2006, premier musulman à occuper un tel poste aux Pays-Bas. Il se fait remarquer pour son action immédiate et décisive contre la criminalité. Ainsi, il demande que les individus causant des troubles à l'ordre public de nationalité étrangère soient expulsés. En 2008, il appelle à rendre les fatwas contre des personnes illégales. Il s'engage également pour les droits des homosexuels, veillant à ce que la marche des fiertés de 2009 débute dans l'arrondissement. En 2011, Ahmed Marcouch reçoit le prix d'innovation LGBT des mains de Marja van Bijsterveldt, alors ministre de l'Éducation, de Culture et de la Science.
Élu au conseil municipal d'Amsterdam lors des élections municipales de 2010, il ne siège que brièvement puisque figurant en quinzième place sur la liste travailliste menée par Job Cohen aux élections législatives. Il devient porte-parole du parti à la Seconde Chambre sur les questions liées à la police, la sécurité et l'intégration.
Réélu en 2012, il perd son mandat à la suite des élections législatives de 2017. Bien que positionné treizième sur la liste menée par Lodewijk Asscher, le parti ne remporte que neuf mandats. Néanmoins, le 3 juillet suivant, le conseil municipal d'Arnhem l'élit come nouveau bourgmestre. Geert Wilders s'oppose à l'élection de Marcouch, lui reprochant de discriminer à l'égard du Parti pour la liberté (PVV), qu'il dirige, faisant référence au fait que Marcouch fait savoir par le passé qu'il ne souhaite pas voir les orientations politiques du PVV dans les rangs de la police. Wilders déclare notamment : « [Marcouch] me semble plus approprié comme bourgmestre de Rabat que d'Arnhem ». À la suite de sa nomination formelle par la Couronne, Ahmed Marcouch devient bourgmestre d'Arnhem le 1er septembre pour un mandat de six ans.
En 2019, il estime qu'il est « cinq [minutes] avant minuit » (vijf voor twaalf) dans le combat contre le salafisme, mouvement dont il appelle déjà en 2015 à interdire les organisations s'en revendiquant.